# Kauko Käyhkö
Kauko Käyhkö (5 de abril de 1916 – 8 de abril de 1983) fue un cantante, músico y actor finlandés, conocido también por los nombres artísticos de Justeeri, Kake, Karri K., Kirsi K., Peacock Paul, Pöllö, Raikko K., Käyhkö Kauko y Vanha-Vaario.

## Biografía
Nacido en San Petersburgo, Rusia, Käyhkö se crio en Helsinki, Finlandia. Hacía sus primeras composiciones a los 13 años de edad a la vez que tocaba en diferentes grupos la batería, el banjo y la guitarra. Uno de sus grupos fue la orquesta Amarillo, con la cual hizo sus primeras grabaciones como guitarrista en 1934. Käyhkö empezó a cantar a los 20 años y, como solista de la orquesta Dallapé, grabó su primera canción, "Mustalaisvalssi", en 1937. Siguió con dicha orquesta los cuatro años siguientes. Además, en esa época empezó a estudiar canto clásico bajo la dirección del cantante de ópera Toivo Louko, recibiendo igualmente clases de T. Bröderman, Heikki Teittiseltä y en Italia de Manlio Marcanton. 

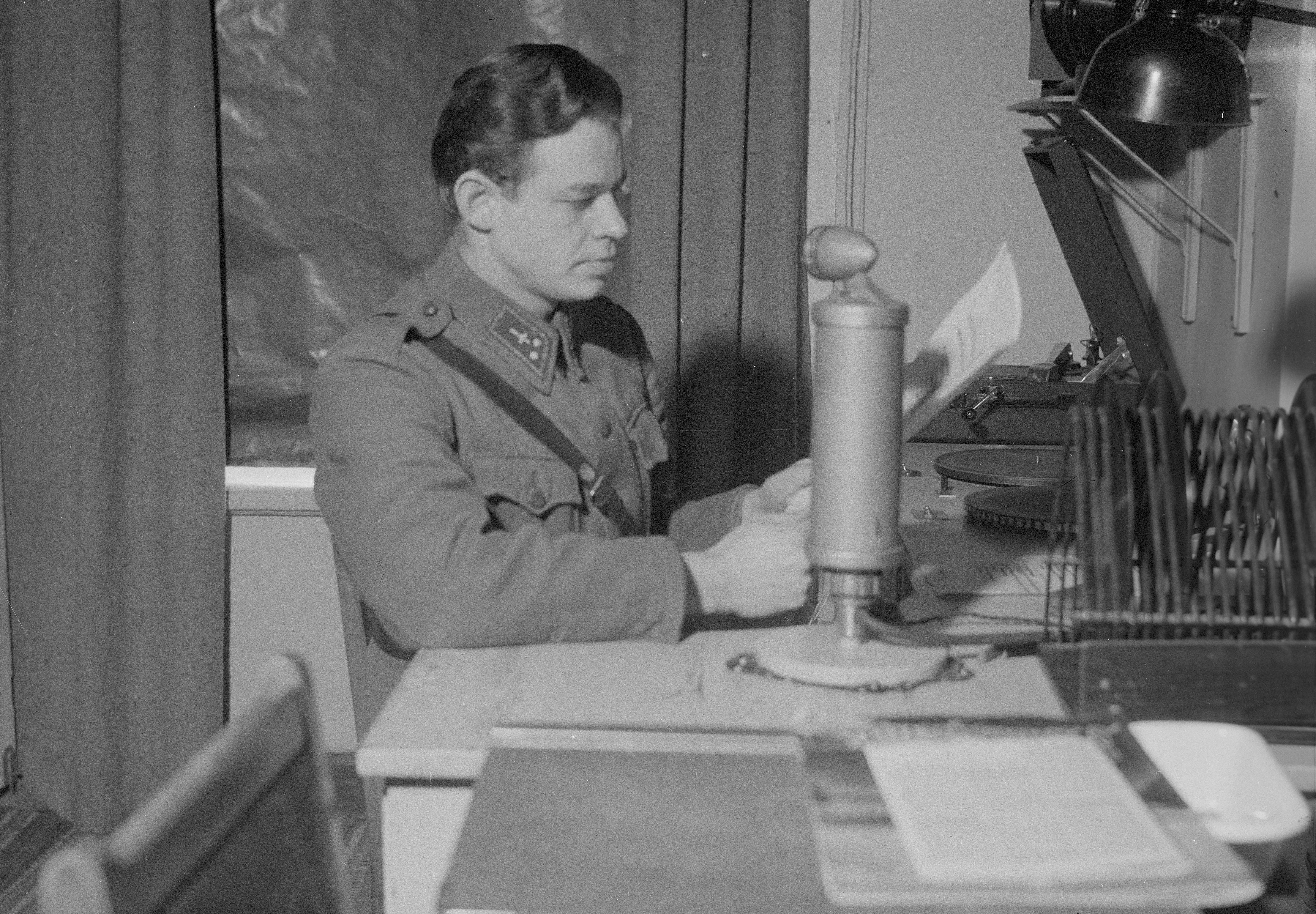
Kauko Käyhkö como locutor oficial militar

Käyhkö resultó herido en el frente en 1940, a finales de la Guerra de invierno. En la Guerra de continuación trabajó para Aunuksen Radio y en espectáculos teatrales. Tras la contienda, siguió actuando y cantando, pero continuó con sus estudios de canto clásico, participando a finales de los años 1940 en tres conciertos. Sin embargo, Käyhkö acabó centrado en el mundo del entretenimiento, formando parte de conciertos y trabajando en la radio. Actuó un año en el Iloisessa Teatteri, y desde 1948 a 1961 fue actor de radioteatro. 
En 1950 formó parte del nuevo grupo vocal Kipparikvartetti, y ese mismo año se casó con la acordeonista Eini Kotirannan (1921–1987), con la cual actuó en varias ocasiones.
El canto clásico seguía siendo un pasatiempo para Käyhkö, que en 1956 participó en la ópera El rapto en el serrallo, representada en la Ópera Nacional de Finlandia. Además de actuar, Käyhkö fue también un prolífico compositor. Entre los cientos de canciones que compuso figuran "Kangastusta", "Tunturisatu" y "Suviserenadi". Fue el letrista de las canciones "Kissa vieköön" y "Orvokkeja äidille". En la composición de sus canciones utilizó apodos, siendo el de mayor fama Justeeri, que empezó a utilizar en 1940. Käyhkö interpretó y dio fama a varias canciones de Toivo Kärki y Reino Helismaa, entre ellas "Rovaniemen markkinoilla", "Moukan tuuri", "Kaksi vanhaa tukkijätkää" y "Kirje Korvatunturille". Grabó éxitos en años posteriores, como fue el caso de "Oi niitä aikoja" en 1969. En 1975 Käyhkö cantó cuatro temas en el disco del 50 aniversario de la orquesta Dallapé, y en 1976 lanzó con la banda de Pauli Granfelt el álbum Kehuisit edes joskus. Su última grabación fue el sencillo "Sinuhen laulu" / "Tulipunaruusu ennen ja nyt", lanzado en 1978. A lo largo de su carrera obtuvo dos discos de oro: por "Rovaniemen markkinoilla" (1951) y por "Rakastan sinua, elämä" (1963). 
Además del teatro y de la radio, Käyhkö actuó también en el cine, con papeles de reparto en más de cuarenta producciones. En 1961 debutó en televisión, donde trabajó como productor, presentador y director. De entre sus programas, son recordados Suvisattumia, Syyssattumia, Iltaa, että mätkähtää, ”Hengähä tok y Viihdeviehe. Por su trabajo, en el año 1963 recibió un premio de la revista Telvis. Se retiró en 1969 de Yleisradio.
Käyhkö escribió dos libros de memorias: Voi veljet! Kipparikvartetti (Hämeenlinna: Karisto, 1971) y Dallapén tarina (Hämeenlinna: Karisto, 1976, ISBN 951-23-0911-4).
Kauko Käyhkö falleció de modo inesperado en su casa en Espoo, Finlandia, en 1983, a los 67 años de edad.

## Discos
- 1965 : Kauko Käyhkö (1965)
- 1969 : Kauko Käyhkö − Justeeri (Finnlevy)
- 1970 : Justeeri: Älä jännitä! (Finnlevy)
- 1970 : Hilpeän haikeaa Kauko Käyhkön seurassa (Finnlevy)
- 1976 : Kehuisit edes joskus (PSO)
- 1978 : Sinuhen laulu / Tulipunaruusu ennen ja nyt (Polydor)
- 1978 : Unohtumattomat (Finnlevy)
- 1983 : Kauko Käyhkö (2-LP, Finnlevy)
- 1992 : Unohtumattomat (Warner Music)
- 2000 : 20 suosikkia: Rakastan sinua, elämä (Warner Music)